# Groffliers
Groffliers est une commune française située dans le département du Pas-de-Calais en région Hauts-de-France. Ses habitants sont appelés les Groffliérois.
La commune fait partie de la communauté d'agglomération des Deux Baies en Montreuillois qui regroupe 46 communes et compte 65 760 habitants en 2021.

## Géographie

### Localisation
Localisée dans le sud-ouest du département du Pas-de-Calais, dans la région naturelle du Marquenterre, la commune de Groffliers, limitrophe de la station balnéaire de la Côte d'Opale Berck et en bordure de la baie d'Authie, est située, à vol d'oiseau, à 14 km au sud-ouest de la commune de Montreuil-sur-Mer (chef-lieu d'arrondissement).
Le territoire de la commune est limitrophe de ceux de trois communes.
Les communes limitrophes sont  Berck, Verton et Waben.

### Géologie et relief
La superficie de la commune est de 8,09 km2 ; son altitude varie de 0  à   33 mètres.
Le territoire de la commune se situe sur un site géologique : l'estuaire de l'Authie, classées deux étoiles, d'une superficie de 59 km2. L'estuaire de l'Authie se développe dans la plaine maritime picarde, limitée à l'est par la falaise morte du plateau crayeux de l'Artois.

### Hydrographie
Le territoire de la commune est situé dans le bassin Artois-Picardie.
Le territoire de la commune est traversé par le Fliers, appelé aussi Fliers Branche Droite, canal, chenal et cours d'eau d'une longueur de 9,91 km, qui prend sa source dans la commune d'Airon-Saint-Vaast, et par le ruisseau la course, cours d'eau d'une longueur de 3,45 km, qui prend sa source dans la commune de Verton et se jette dans le Fliers Branche Droite au niveau de la commune.

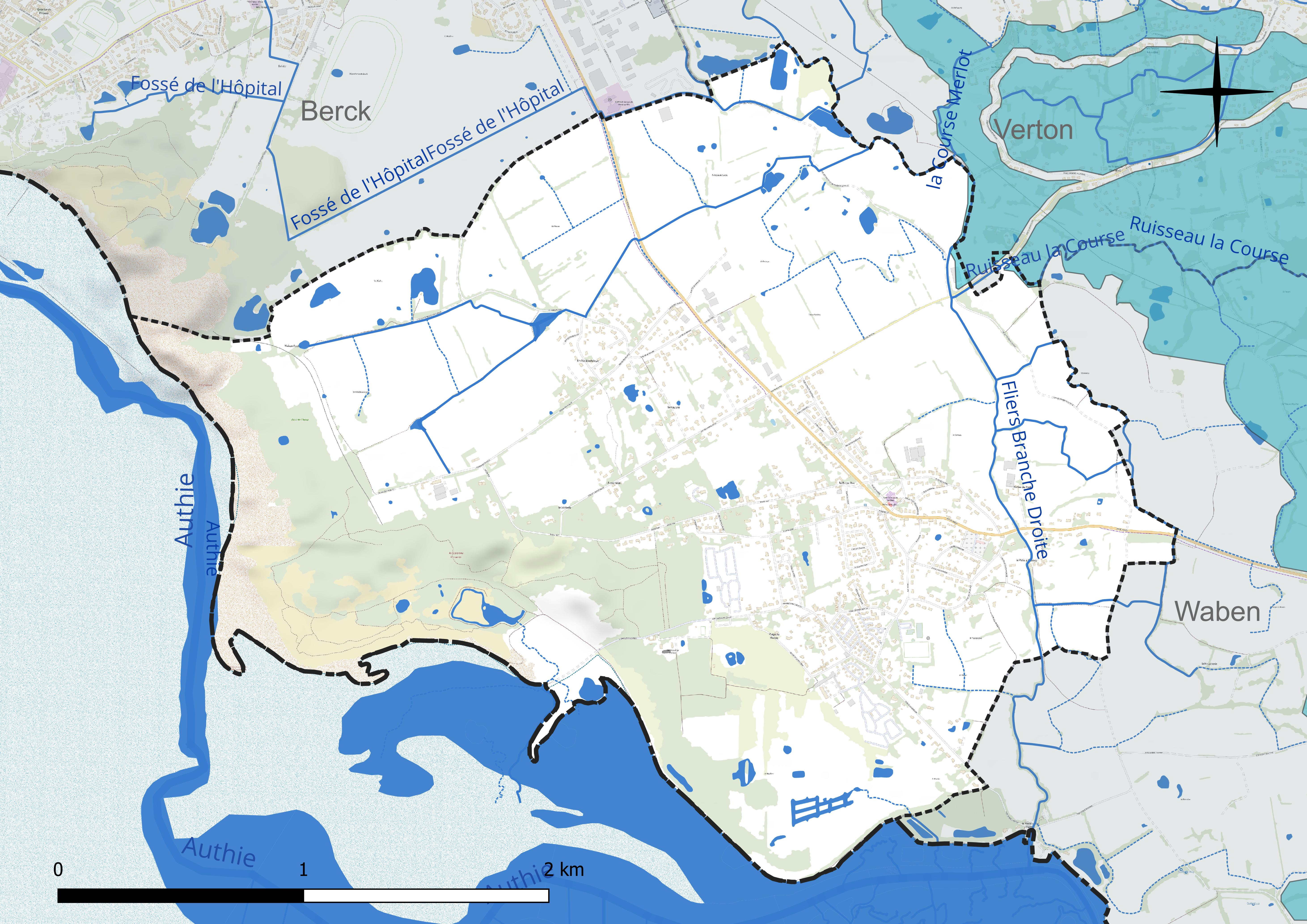
Réseau hydrographique de Groffliers.

### Climat
Pour des articles plus généraux, voir Climat des Hauts-de-France et Climat du Pas-de-Calais.
En 2010, le climat de la commune est de type climat océanique franc, selon une étude du CNRS s'appuyant sur une série de données couvrant la période 1971-2000. En 2020, Météo-France publie une typologie des climats de la France métropolitaine dans laquelle la commune est exposée à un climat océanique et est dans la région climatique Côtes de la Manche orientale, caractérisée par un faible ensoleillement (1 550 h/an) ; forte humidité de l’air (plus de 20 h/jour avec humidité relative > 80 % en hiver), vents forts fréquents.
Pour la période 1971-2000, la température annuelle moyenne est de 10,6 °C, avec une amplitude thermique annuelle de 12,5 °C. Le cumul annuel moyen de précipitations est de 818 mm, avec 12,7 jours de précipitations en janvier et 8,1 jours en juillet. Pour la période 1991-2020, la température moyenne annuelle observée sur la station météorologique la plus proche, située sur la commune du Touquet-Paris-Plage à 15 km à vol d'oiseau, est de 11,2 °C et le cumul annuel moyen de précipitations est de 888,8 mm,. Pour l'avenir, les paramètres climatiques de la commune estimés pour 2050 selon différents scénarios d'émission de gaz à effet de serre sont consultables sur un site dédié publié par Météo-France en novembre 2022.

### Paysages
Pour un article plus général, voir Paysage en France.
La commune s'inscrit dans le « paysage des dunes et estuaires d’Opale » tel que défini dans l’atlas des paysages de la région Nord-Pas-de-Calais, conçu par la direction régionale de l'Environnement, de l'Aménagement et du Logement (DREAL),.
Ce paysage, qui concerne 23 communes, s’étend le long de la côte sur environ 30 km, de la baie d’Authie à Équihen-Plage, et sur deux à quatre kilomètres de large. Les paysages des dunes et des estuaires cèdent la place aux abrupts des falaises, au niveau d’Equihen-Plage. Les dunes littorales se sont constituées récemment, depuis le Moyen Âge, et ont envahi le relief intérieur en constituant des dunes plaquées sur les falaises fossiles, spécificité locale. Les résurgences de sources au pied de ces falaises proviennent de la nappe de la craie et sont à l’origine de nombreux ruisseaux et zones humides dans les Bas-Champs, surtout visibles entre Étaples et Rang-du-Fliers.
Ce paysage des dunes et estuaires d’Opale est constitué : d’un peu plus de 40 % de dunes et de plages, dont 28 % d’espaces dunaires, dont certains sont boisés comme à Hardelot-Plage et au Touquet-Paris-Plage ; de 22 et 25 % au niveau de la baie d’Authie et des Bas Champs, Bas Champs majoritairement en prairies ; de 20 % par les communes et d’un peu plus de 5 % par les cours d’eau et les marais arrière-littoraux, entre Merlimont et Rang-du-Fliers, comme le marais de Balançon défini réseau Natura 2000.

### Milieux naturels et biodiversité

#### Espaces protégés et gérés
La protection réglementaire est le mode d’intervention le plus fort pour préserver des espaces naturels remarquables et leur biodiversité associée.
Dans ce cadre, la commune fait partie de deux espaces protégés :
- la baie d'Authie rive Nord, terrain acquis par le Conservatoire du littoral, d'une superficie de 312,957 hectares[16] ;
- la baie de Somme, domaine continental et marin, zone humide protégée par la convention de Ramsar, d'une superficie de 19 109 ha réparties sur 33 communes, dont 5 dans le département du Pas-de-Calais et 28 dans le département de la Somme[17].

#### Zones naturelles d'intérêt écologique, faunistique et floristique
L’inventaire des zones naturelles d'intérêt écologique, faunistique et floristique (ZNIEFF) a pour objectif de réaliser une couverture des zones les plus intéressantes sur le plan écologique, essentiellement dans la perspective d’améliorer la connaissance du patrimoine naturel national et de fournir aux différents décideurs un outil d’aide à la prise en compte de l’environnement dans l’aménagement du territoire.
Le territoire communal comprend quatre ZNIEFF de type 1 : 
- la rive Nord de la Baie d’Authie. L'estuaire de l'Authie marque la frontière entre la Somme et le Pas-de-Calais. Il constitue un exemple assez typique d’estuaire picard avec système de poulier (et contre-poulier) et de musoir (en partie urbanisé ici) Les mollières (prés salés), ne sont recouvertes que par les marées de vives-eaux et les marées d’équinoxe, ce qui permet le développement d'un tapis végétal dense[18] ;
- les mollières de Berck. Les mollières de Berck sont composées d’un remarquable système prairial arrière-littoral avec une mosaïque de prairies hygrophiles à mésophiles développées sur des sols non salés à subsaumâtres, voire localement paratourbeux[19] ;
- le complexe humide arrière littoral de Waben et Conchil-le-temple. Cette ZNIEFF est constituée de polders bordant la baie d’Authie, gagnés sur la mer, cultivés ou exploités en herbages, avec la présence de nombreuses mares drainées par un réseau de fossés[20] ;
- les bocages et prairies humides de Verton. Complexe bocager humide tout à fait original associant prairies mésotrophiles à eutrophiles de différents niveaux topographiques avec des mares et des chenaux de drainage[21].

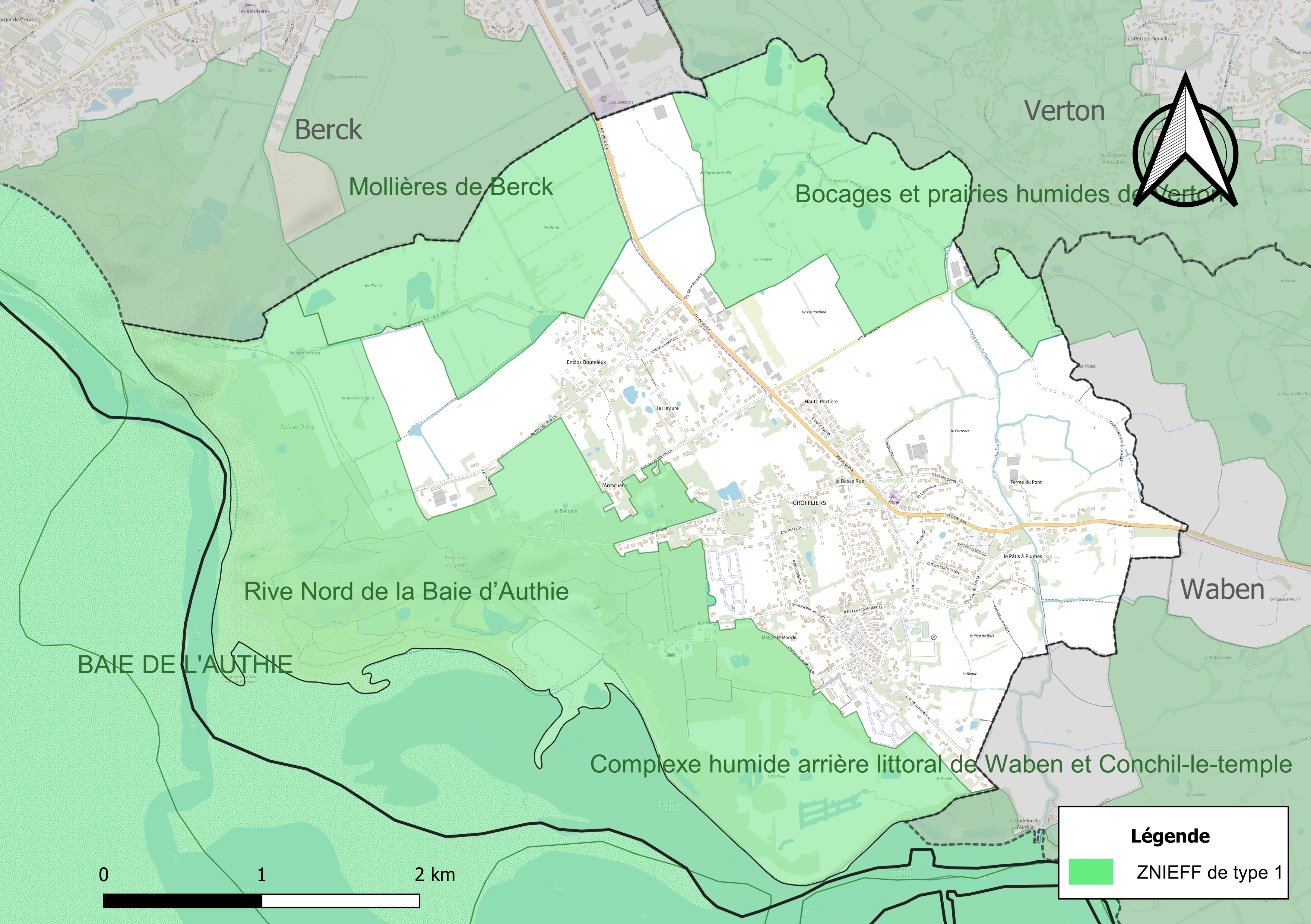
Carte des ZNIEFF sur la commune.

#### Patrimoine géologique
Sur le territoire communal se trouve le site de l'estuaire de l'Authie. Il est inscrit à l'inventaire national du patrimoine géologique. Ce site est composé de massifs dunaires sur la pointe de Routhiauville, de schorre et de vasières. On y observe une amplitude de marée de plus de dix mètres lors des grandes marées d'équinoxe.

#### Sites Natura 2000
Le réseau Natura 2000 est un réseau écologique européen de sites naturels d’intérêt écologique élaboré à partir des Directives « Habitats » et « Oiseaux ». Ce réseau est constitué de Zones spéciales de sonservation (ZSC) et de Zones de protection spéciale (ZPS). Dans les zones de ce réseau, les États Membres s'engagent à maintenir dans un état de conservation favorable les types d'habitats et d'espèces concernés, par le biais de mesures réglementaires, administratives ou contractuelles.
Sur la commune, deux sites Natura 2000 de type B sont définis en site d'importance communautaire (SIC) : 
- les dunes de l'Authie et Mollières de Berck, d’une superficie de 193 ha et d'une altitude variant de 2  à   33 mètres[23] ;
- la baie de la Canche et le couloir des trois estuaires, d’une superficie de 333,06 km2 et d'une altitude variant de −23  à   0 mètres. Ce site se délimite à partir du trait de côte, s'étend jusqu'à la limite des trois milles nautiques, limité au sud par le phare d'Ault et au nord par le village de Sainte-Cécile, sur la commune de Camiers[24].

#### Espèces faunistiques et floristiques
Le site de l’Inventaire national du patrimoine naturel (INPN) recense 1 395 espèces faunistiques et floristiques sur le territoire de la commune dont 223 protégées et 111 taxons (espèces et sous-espèces) menacées et quasi-menacées.

## Urbanisme

### Typologie
Au 1er janvier 2024, Groffliers est catégorisée bourg rural, selon la nouvelle grille communale de densité à sept niveaux définie par l'Insee en 2022.
Elle est située hors unité urbaine. Par ailleurs la commune fait partie de l'aire d'attraction de Berck, dont elle est une commune de la couronne,. Cette aire, qui regroupe 19 communes, est catégorisée dans les aires de moins de 50 000 habitants,.
La commune, bordée par la Manche, est également une commune littorale au sens de la loi du 3 janvier 1986, dite loi littoral. Des dispositions spécifiques d’urbanisme s’y appliquent dès lors afin de préserver les espaces naturels, les sites, les paysages et l’équilibre écologique du littoral, tel le principe d'inconstructibilité, en dehors des espaces urbanisés, sur la bande littorale des 100 mètres, ou plus si le plan local d’urbanisme le prévoit.

### Occupation des sols
L'occupation des sols de la commune, telle qu'elle ressort de la base de données européenne d’occupation biophysique des sols Corine Land Cover (CLC), est marquée par l'importance des territoires agricoles (48,9 % en 2018), en diminution par rapport à 1990 (55,6 %). La répartition détaillée en 2018 est la suivante : 
prairies (25,4 %), terres arables (23,5 %), zones urbanisées (16,3 %), forêts (11,6 %), zones humides côtières (11,6 %), milieux à végétation arbustive et/ou herbacée (5 %), espaces ouverts, sans ou avec peu de végétation (2,5 %), eaux maritimes (2,2 %), zones humides intérieures (1,6 %), zones industrielles ou commerciales et réseaux de communication (0,3 %). L'évolution de l’occupation des sols de la commune et de ses infrastructures peut être observée sur les différentes représentations cartographiques du territoire : la carte de Cassini (XVIIIe siècle), la carte d'état-major (1820-1866) et les cartes ou photos aériennes de l'IGN pour la période actuelle (1950 à aujourd'hui).

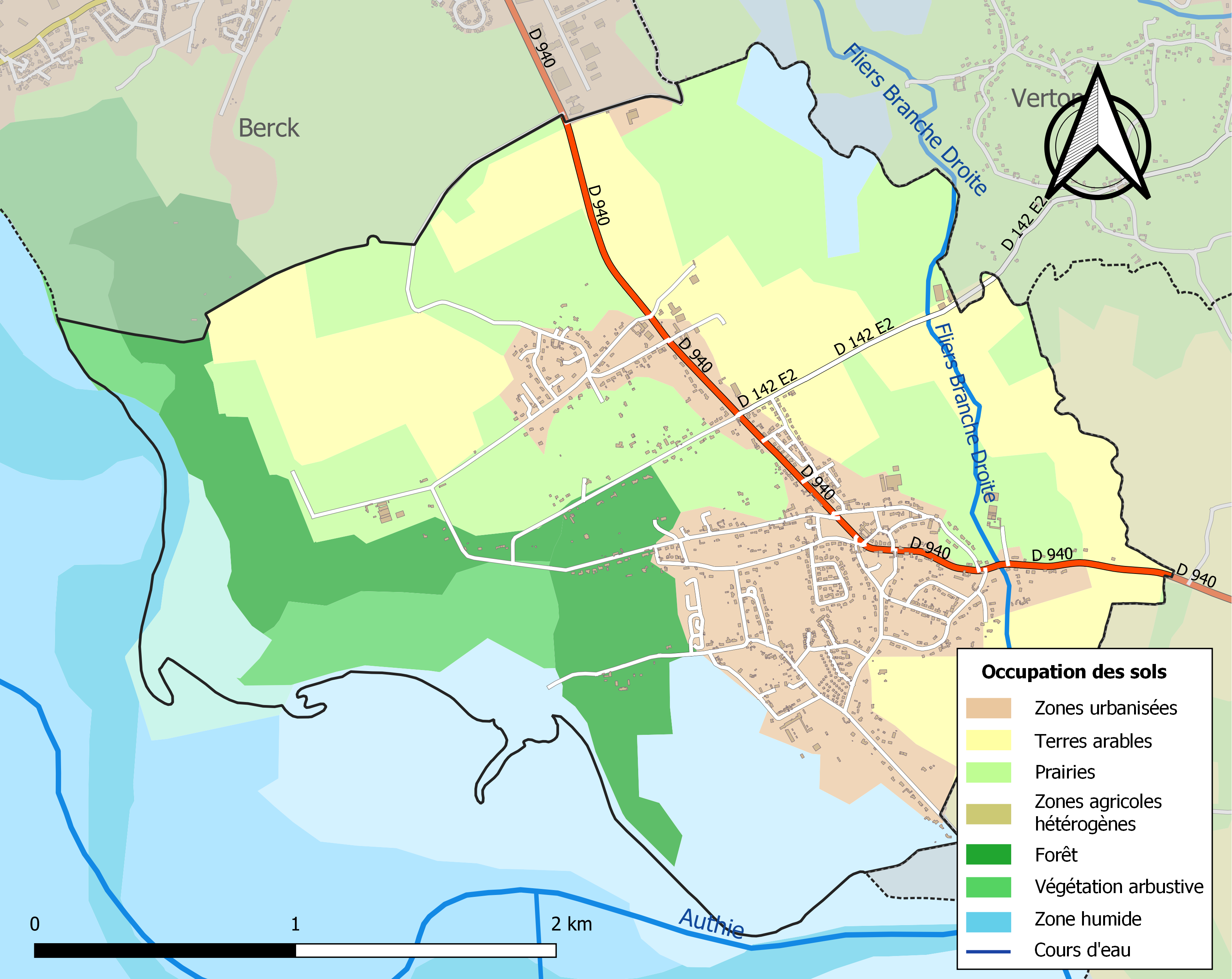
Carte des infrastructures et de l'occupation des sols de la commune en 2018 (CLC).

### Voies de communication et transports

#### Voies de communication
La commune est desservie par la route départementale D 940, route côtière reliant Mers-les-Bains et Oye-Plage.

#### Transports
La commune se trouve à 6 km, au sud-ouest, de la gare de Rang-du-Fliers - Verton, située sur la ligne de Longueau à Boulogne-Ville, desservie par des TGV (assurant également le service TERGV) et des TER.

## Toponymie
Le nom de la localité est attesté sous les formes Groffliers en 1222 ; Groffliés en 1301 ; Grosflié en 1311 ; Grosflers en 1476 ; Groffliers-lez-Waben en 1510 ; Grofflers en 1528 ; Grosfliers en 1583 ; Grofliers en 1720 ; Grollier en 1790; Groffliers en 1793 ; Grofflier et Groffliers depuis 1801.

## Histoire
La commune subit un raz-de-marée en 1745.
Durant la Première Guerre mondiale, elle abrite une ferme-école qui forme des mutilés de guerre aux métiers de l'agriculture.

## Politique et administration

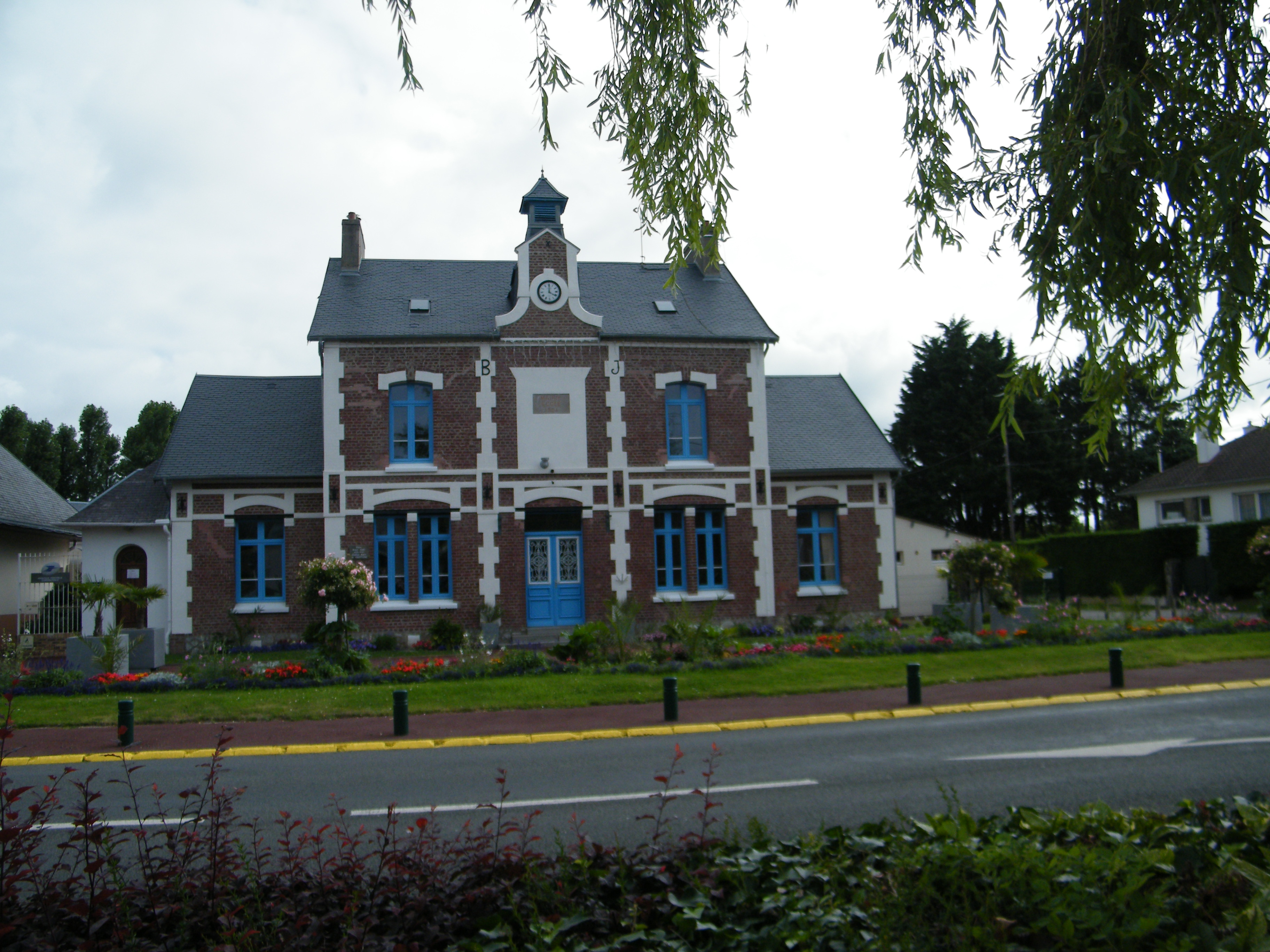
La mairie.

### Découpage territorial
La commune se trouve dans l'arrondissement de Montreuil du département du Pas-de-Calais, depuis 1801.

#### Commune et intercommunalités
La commune est membre de la communauté d'agglomération des Deux Baies en Montreuillois.

#### Circonscriptions administratives
La commune est rattachée, depuis 1991, au canton de Berck, auparavant, elle était depuis 1801 rattachée au canton de Montreuil.

#### Circonscriptions électorales
Pour l'élection des députés, la commune fait partie de la quatrième circonscription du Pas-de-Calais.

### Élections municipales et communautaires

#### Liste des maires
| Période                                  | Période                   | Identité         | Étiquette | Qualité                                                           |
| ---------------------------------------- | ------------------------- | ---------------- | --------- | ----------------------------------------------------------------- |
| Les données manquantes sont à compléter. |                           |                  |           |                                                                   |
| mars 2001                                | 2007                      | Alain Leclercq   | DVD       | Mort en fonction                                                  |
| 2007                                     | En cours (au 28 mai 2020) | M. Claude Vilcot |           | Directeur d’hôpital à la retraite Réélu pour le mandat 2020-2026, |

## Équipements et services publics

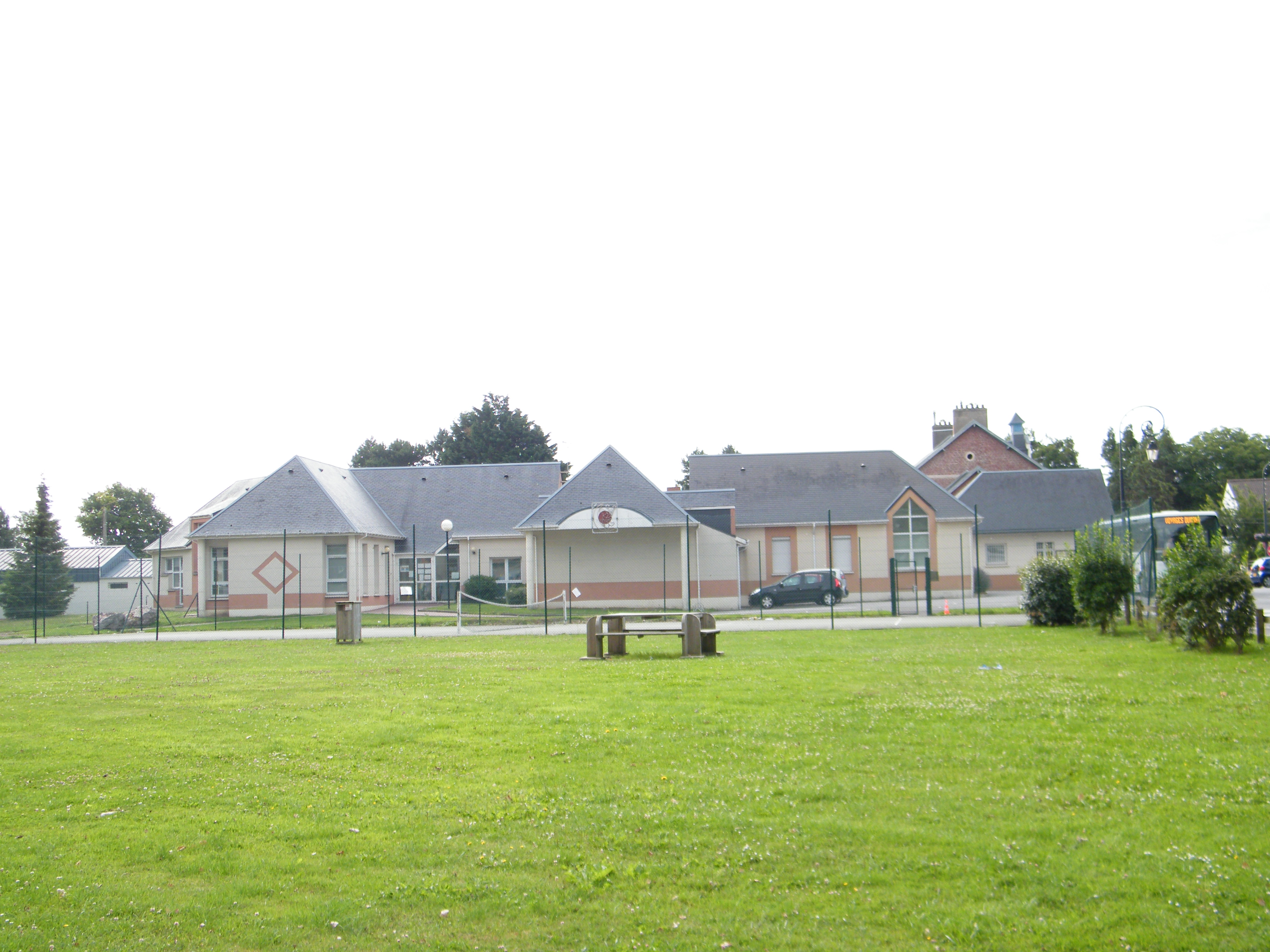
Groupe scolaire et sportif.

### Enseignement
La commune est située dans l'académie de Lille et dépend, pour les vacances scolaires, de la zone B.
Elle administre une école primaire.

### Justice, sécurité, secours et défense
La commune dépend du tribunal de proximité de Montreuil-sur-Mer, du conseil de prud'hommes de Boulogne-sur-Mer, du tribunal judiciaire de Boulogne-sur-Mer, de la cour d'appel de Douai, du tribunal de commerce de Boulogne-sur-Mer, du tribunal administratif de Lille, de la cour administrative d'appel de Douai, du pôle nationalité du tribunal judiciaire de Boulogne-sur-Mer et du tribunal pour enfants de Boulogne-sur-Mer.

## Population et société

### Démographie
Les habitants de la commune sont appelés les Groffliérois.

#### Évolution démographique
L'évolution du nombre d'habitants est connue à travers les recensements de la population effectués dans la commune depuis 1793. Pour les communes de moins de 10 000 habitants, une enquête de recensement portant sur toute la population est réalisée tous les cinq ans, les populations de référence des années intermédiaires étant quant à elles estimées par interpolation ou extrapolation. Pour la commune, le premier recensement exhaustif entrant dans le cadre du nouveau dispositif a été réalisé en 2006.

En 2022, la commune comptait 1 478 habitants, en évolution de −0,94 % par rapport à 2016 (Pas-de-Calais : −0,72 %, France hors Mayotte : +2,11 %).
| 1793 | 1800 | 1806 | 1821 | 1831 | 1836 | 1841 | 1846 | 1851 |
| ---- | ---- | ---- | ---- | ---- | ---- | ---- | ---- | ---- |
| 340  | 365  | 387  | 376  | 335  | 372  | 402  | 378  | 370  |

| 1856 | 1861 | 1866 | 1872 | 1876 | 1881 | 1886 | 1891 | 1896 |
| ---- | ---- | ---- | ---- | ---- | ---- | ---- | ---- | ---- |
| 382  | 416  | 429  | 436  | 477  | 614  | 490  | 478  | 482  |

| 1901 | 1906 | 1911 | 1921 | 1926 | 1931 | 1936 | 1946 | 1954 |
| ---- | ---- | ---- | ---- | ---- | ---- | ---- | ---- | ---- |
| 462  | 493  | 490  | 485  | 491  | 488  | 458  | 471  | 461  |

| 1962 | 1968 | 1975 | 1982 | 1990  | 1999  | 2006  | 2011  | 2016  |
| ---- | ---- | ---- | ---- | ----- | ----- | ----- | ----- | ----- |
| 467  | 477  | 673  | 980  | 1 324 | 1 422 | 1 479 | 1 463 | 1 492 |

| 2021  | 2022  | - | - | - | - | - | - | - |
| ----- | ----- | - | - | - | - | - | - | - |
| 1 496 | 1 478 | - | - | - | - | - | - | - |

#### Pyramide des âges
En 2018, le taux de personnes d'un âge inférieur à 30 ans s'élève à 31,2 %, soit en dessous de la moyenne départementale (36,7 %). À l'inverse, le taux de personnes d'âge supérieur à 60 ans est de 29,9 % la même année, alors qu'il est de 24,9 % au niveau départemental.
En 2018, la commune comptait 743 hommes pour 771 femmes, soit un taux de 50,92 % de femmes, légèrement inférieur au taux départemental (51,50 %).
Les pyramides des âges de la commune et du département s'établissent comme suit.
| Hommes | Classe d’âge | Femmes |
| ------ | ------------ | ------ |
| 0,1    | 90 ou +      | 0,5    |
| 6,8    | 75-89 ans    | 7,3    |
| 22,4   | 60-74 ans    | 22,6   |
| 22,5   | 45-59 ans    | 24,8   |
| 14,9   | 30-44 ans    | 15,3   |
| 13,6   | 15-29 ans    | 12,2   |
| 19,7   | 0-14 ans     | 17,2   |

| Hommes | Classe d’âge | Femmes |
| ------ | ------------ | ------ |
| 0,5    | 90 ou +      | 1,6    |
| 5,6    | 75-89 ans    | 8,9    |
| 16,7   | 60-74 ans    | 18,1   |
| 20,2   | 45-59 ans    | 19,2   |
| 18,9   | 30-44 ans    | 18,1   |
| 18,2   | 15-29 ans    | 16,2   |
| 19,9   | 0-14 ans     | 17,9   |

### Sports et loisirs

#### Pistes cyclables
La piste cyclable « La Vélomaritime », partie côtière française de la « Véloroute de l’Europe - EuroVelo 4 », qui relie Roscoff en France à Kiev en Ukraine sur 5 100 km, traverse la commune, en venant de Waben pour desservir Berck,.

#### Sentier pédestre
Le sentier de grande randonnée GR 120 ou GR littoral (partie du sentier européen E9 allant du Portugal à l'Estonie), appelé aussi sentier des douaniers, traverse la commune en longeant la côte.

## Culture locale et patrimoine

### Lieux et monuments

#### Site classé
Un site classé ou inscrit est un espace (naturel, artistique, historique…) profitant d'une conservation en l'état (entretien, restauration, mise en valeur...) ainsi que d'une préservation de toutes atteintes graves (destruction, altération, banalisation...) en raison de son caractère remarquable au plan paysager. Un tel site justifie un suivi qualitatif, notamment effectué via une autorisation préalable pour tous travaux susceptibles de modifier l'état ou l'apparence du territoire protégé.
Dans ce cadre, la commune présente un site classé par arrêté du 13 juillet 1911 : l'orme dit « Arbre de Sully ».

#### Monument historique
- L'église Saint-Martin fait l’objet d’une inscription au titre des monuments historiques depuis le 10 juin 1926[53]. Elle héberge deux éléments patrimoniaux inscrits au titre d'objet des monuments historiques[54].

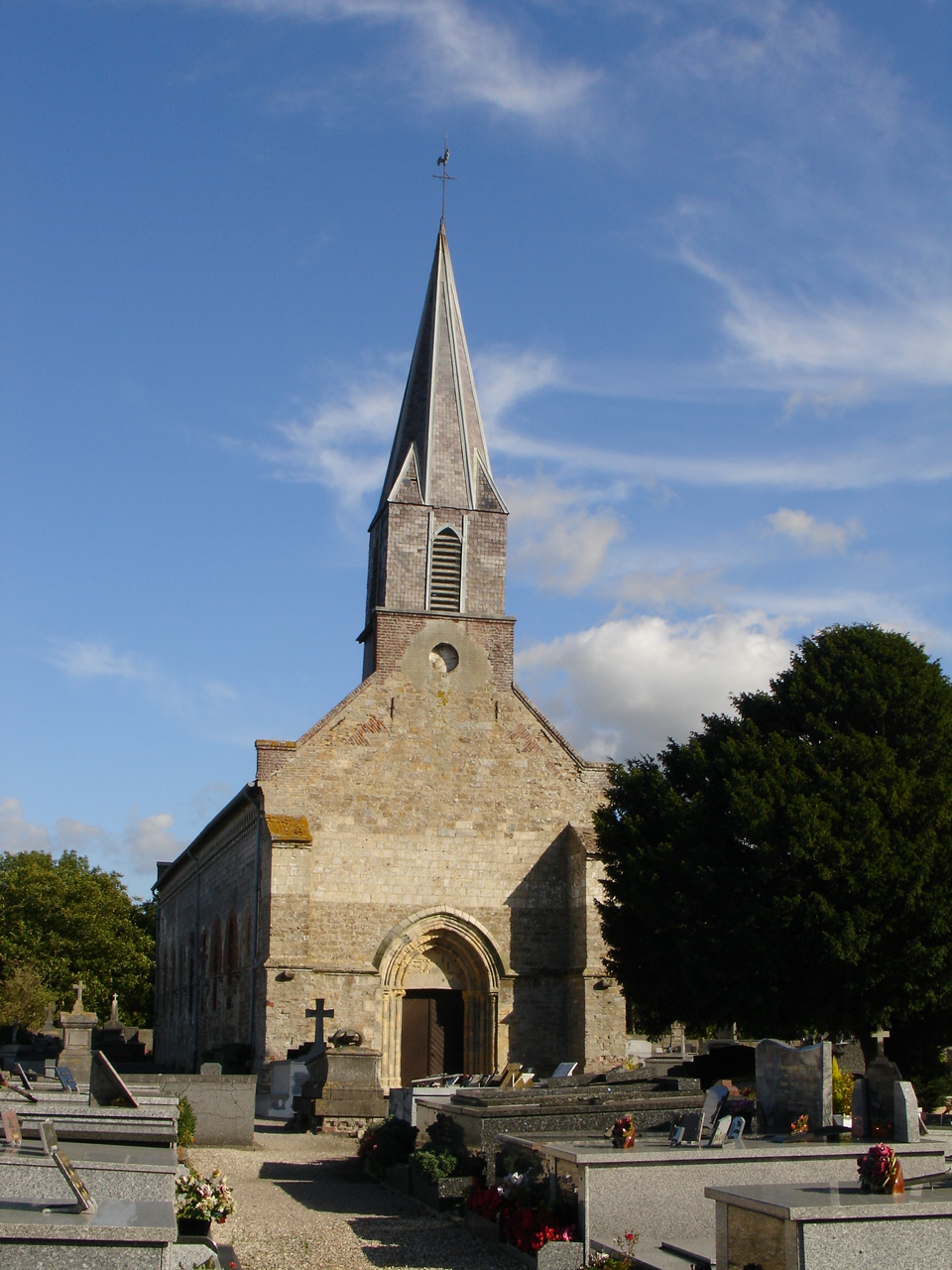
L'église Saint-Martin.

#### Autres lieux et monuments
- Le monument aux morts[55].

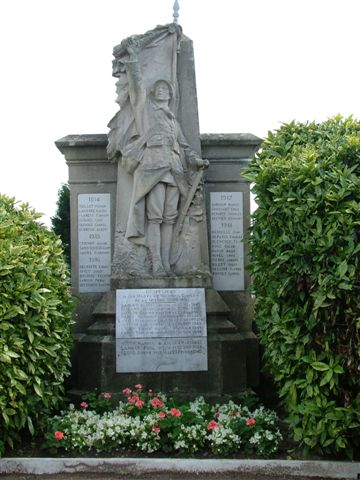
Le monument aux morts.

### Personnalités liées à la commune
- Marie-Anne Duhamel (1797-1860), famille d'accueil, elle est à l'origine de la création de l'hôpital maritime de Berck, elle a été domiciliée à Groffliers.
- François-Dominique Blin, acteur, a grandi à Groffliers.

### Héraldique, logotype et devise
| Blason de Groffliers | Blason  | Écartelé en sautoir d'or, d'argent, d'or et d'or ; au sautoir de gueules brochant sur la partition et cantonné de quatre mouettes de sinople. |
| Blason de Groffliers | Détails | Inspiré des armes de la famille De Forceville, originaire du village de Forceville, en pays de Vimeu, et qui portait de gueules au sautoir d'argent, cantonné de quatre merlettes du même. Lors de la conception du blason, les merlettes sont devenues des mouettes de sinople (voire des canards sur certaines représentations). Le quartier dextre du sautoir est passé d'argent, pour symboliser à « l'ouest » (bien que l'ouest d'un blason est de l'autre côté), la baie d'Authie. Adopté par la municipalité. |

## Pour approfondir